# Солнечная сторона
«Солнечная сторона» (англ. Sunnyside) — короткометражный немой фильм Чарли Чаплина, выпущенный 15 июня 1919 года.

## Сюжет
Воскресное утро в небольшой деревне под названием Саннисайд (Солнечная Сторона). Хозяин фермы и маленькой гостиницы (Том Уилсон) будит своего помощника (Чарли Чаплин) и приказывает ему браться за дела. Однако тот отнюдь не горит желанием вставать в такую рань и пытается всячески продлить свой сон. Наконец, фермеру удаётся пинками поднять своего подчинённого. Начинается день, наполненный разными делами (готовка завтрака, выпас коров, уборка в гостинице), которые сопровождаются комическими ситуациями. В промежутках между делами работник не забывает о своих романтических отношениях с местной красоткой (Эдна Пёрвиэнс). Пасторальное существование омрачает приезд городского пройдохи, пытающегося приударить за красоткой…

## В ролях
- Чарли Чаплин — помощник фермера
- Эдна Пёрвиэнс — деревенская красавица
- Том Уилсон — фермер
- Том Террисс — молодой человек из города
- Генри Бергман — отец красавицы
- Том Вуд — толстяк
- Лойал Андервуд — отец толстяка